# 始末記
『始末記』（しまつき）は、日本のフォークバンド・海援隊が1982年11月25日にポリドール・レコードから発売した4枚目のライブアルバムである。

## 内容
前作『だから ひとりになる』から1か月ぶり、ライブアルバムとしては前作『海援隊ライヴ・アンコール〜廻り舞台〜』から約2年6か月ぶりのアルバム。
今作には1982年10月20日と21日に福岡サンパレス・ホールで開催されたコンサートの音源が2枚組で収録されている。
オリコンチャート最高位66位を獲得。前作に引き続き圏内入りを果たした。

## 収録曲
| 全編曲: 海援隊。 |                                                                                 |      |            |
| #                | タイトル                                                                        | 作詞 | 作曲・編曲 |
| 1.               | 「人を旅する」                                                                  |      |            |
| 2.               | 「荒野より」                                                                    |      |            |
| 3.               | 「エネミー（敵）」                                                              |      |            |
| 4.               | 「あんたが大将〜いち・に・さん・し・BAKA!〜ミーちゃん ハーちゃん〜JODAN JODAN」 |      |            |
| 5.               | 「贈る言葉」                                                                    |      |            |
| 6.               | 「TAEGATAKI」                                                                   |      |            |
| 7.               | 「サーフサイド サンセット」                                                     |      |            |
| 8.               | 「心が風邪をひいたようで」                                                      |      |            |
| 9.               | 「愛の詩」                                                                      |      |            |
| 10.              | 「涙がらがら」                                                                  |      |            |

| 全編曲: 海援隊。 |                                  |      |            |
| #                | タイトル                         | 作詞 | 作曲・編曲 |
| 1.               | 「グッバイ ロンリー」            |      |            |
| 2.               | 「オーティスを聞きながら」       |      |            |
| 3.               | 「故郷未だ忘れ難く」             |      |            |
| 4.               | 「思えば遠くへ来たもんだ」       |      |            |
| 5.               | 「遥かなる人」                   |      |            |
| 6.               | 「竜馬かく語りき」               |      |            |
| 7.               | 「二流の人」                     |      |            |
| 8.               | 「間違ってるかもしれないけれど」 |      |            |
| 9.               | 「母に捧げるバラード'82」        |      |            |
| 10.              | 「誰もいないからそこを歩く」     |      |            |

## 参加ミュージシャン
海援隊
- 武田鉄矢：Vocal & Additional Percussion
- 中牟田俊男：Vocal & Acoustic Guitar & Electric Guitar
- 千葉和臣：Vocal & Acoustic Guitar & Electric Guitar

サポートメンバー
- 小林秀樹：Drums
- 牧田和男：Bass
- 岸拓己：Electric Guitar
- 佐孝康夫：Keyboards
- 上村直子：Keyboards
- 加納清司：Percussion & Harmonica & Woodwinds

## 発売履歴
| 発売日         | レーベル                 | 規格 | 規格品番   | 備考                                 |
| -------------- | ------------------------ | ---- | ---------- | ------------------------------------ |
| 1982年11月25日 | ポリドール               | LP   | 40MX2051-2 |                                      |
| 1986年12月21日 | ポリドール               | CD   | H33P-20129 |                                      |
| 2002年12月11日 | ユニバーサルミュージック | CD   | UPCH-3018  | デジタルリマスター、紙ジャケット仕様 |
| 2016年7月27日  |                          | 配信 |            |                                      |